# François Tajan

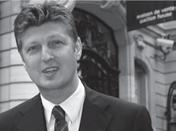
François Tajan devant l'Hôtel Marcel-Dassault, siège d'Artcurial dont il était le président délégué.

François Tajan est un commissaire-priseur français né le 27 juin 1962 à Évreux et mort le 26 février 2020 à Paris,.

## Biographie

### Famille et études
Fils du commissaire-priseur Jacques Tajan, François Tajan obtient une licence de droit et un DEUG en histoire de l’art, puis son diplôme de commissaire-priseur fin 1997.

### Carrière professionnelle
Après une expérience dans le monde du cinéma il rejoint le monde des ventes aux enchères en 1990 au sein de l’étude Tajan, dirigée par son père Jacques Tajan. Il va successivement y diriger les départements art nouveau-Art déco puis art moderne et contemporain. Il sera commissaire-priseur associé en 1998 puis en 2001 président.
Début 2005 il quitte l’étude Tajan et rejoint la maison de vente Artcurial Briest Le Fur Poulain Tajan qui deviendra Artcurial en 2015 avec le titre de co-président.
A compter du 1er novembre 2015, jusqu'à son décès François Tajan était président délégué d’Artcurial 

#### Ventes d’objets remarquables et ventes records
François Tajan a eu l’occasion de vendre à de nombreuses reprises des objets remarquables ou insolites, il a aussi établi des records de vente, notamment dans le domaine de la bande dessinée.
Le 8 février 2009 il adjuge pour 220 000 euros (273 000 avec les frais) le nez du France, le fameux transatlantique, une pièce monumentale de 4 tonnes haute de 4,5 mètres.  
En 2013, François Tajan adjuge pour 311 594 euros, soit 25 fois l’estimation, le bar de l’hôtel de Crillon qui avait été décoré par César en 1982.
En juin 2014 il organise une vente Tintin qui rapportera au total 5,3 millions d'euros.
François Tajan a adjugé le 30 avril 2016 une double planche d’Hergé tiré du Sceptre d'Ottokar de Tintin qui appartenait au chanteur Renaud pour la somme de 1,046 million d’euros.
Le 22 novembre 2016, c’est un tronçon de l’escalier de la Tour Eiffel qu’il adjuge pour 523 800 euros alors que l’estimation du catalogue était de 40 000–50 000 euros.
Le 14 juin 2017, ce sont les décors d’Apostrophes, l’émission télévisée de Bernard Pivot, que François Tajan adjuge.

### Mort
François Tajan meurt à 57 ans des suites d'un arrêt cardiaque consécutif à une intoxication alimentaire aux champignons survenue une quinzaine de jours auparavant.

### Vie privée
François Tajan était amateur de musique rock. Il a dès 10 ans commencé à acheter des albums des Rolling Stones. C’était également un amateur de peinture et d’art contemporain (il était, par exemple, un collectionneur des peintres Pierre Scholla et Francky Boy).
Il a eu trois enfants, Louis, issu d’un premier mariage et Gabriel et Eloïse, issus d’une seconde union depuis mars 2003 avec sa deuxième épouse, Véronique Tajan.
François Tajan était un grand fan de football et soutenait depuis tout petit l'AS Monaco.